# Rym Ghazali
Rym Ghazali, née le 29 juin 1982 à Bir Mourad Raïs, et morte le 17 mars 2021 à Paris 12e, est une actrice et chanteuse franco-algérienne.
Elle est connue entre autres comme productrice et présentatrice de l'émission El Waara,.

## Biographie
Ghazali a participé à la troisième saison de la version arabe du télé-crochet Star Academy en 2005. Elle a créé et produit El Wa3ra en 2017, puis a joué dans Boqron en 2018. 
Elle meurt le 17 mars 2021 dans le 12e arrondissement de Paris, à l'âge de 38 ans, atteinte d'un cancer depuis 2019,. 